# Rečica Kriška
Rečica Kriška is een plaats in de gemeente Križ in de Kroatische provincie Zagreb. De plaats telt 344 inwoners (2001).